# Partido de Unión Nacional Saharaui
El Partido de Unión Nacional Saharaui (PUNS) fue un partido político de corta duración formado por el régimen franquista con la intención de negociar con los saharauis de la provincia española del Sáhara (actualmente el Sáhara Occidental).

## Creación de P.U.N.S
El P.U.N.S fue creado a finales de 1974 como el Partido Revolucionario Progresivo, pero pronto cambió el nombre a Partido de Unión Nacional Saharaui. Se componía principalmente por los miembros de la Djema'a, el cuerpo político tribal formado para el apoyo a España en 1950. Su bandera se inspiraba en la bandera española de la provincia marítima de Villa Cisneros (1946 hasta 1975).
El P.U.N.S fue durante estos años el único partido político legal en el territorio franquista español, aparte de la Falange Española. El P.U.N.S tenía permitido mandar delegados a las Cortes de Madrid, pero no tenía derecho en la toma de decisiones. Era considerado más como un instrumento para los gobernadores militares del Sáhara Occidental; y sus líderes y creadores, Khalihenna Ould Errachid y Dueh Sidna Naucha colaboraron con las autoridades españolas.

## Perfil político
El programa político del partido favorecía y apoyaba los intereses de gobierno franquista, y fue adaptándose al rápido cambio en las leyes que legislaban la provincia. Durante los primeros meses de su existencia, su actividad política consistió principalmente en la denuncia de las ideas que venían del Frente Polisario, el partido nacionalista que se había ganado gran parte de la nación. El P.U.N.S también abogaba por la independencia saharaui pero como una posibilidad dada bajo la autonomía española, para mantener así su relación de apoyo desde Madrid.
Con el acercamiento de la Marcha Verde en 1975 el partido empezó a hacer fuerte campaña a favor de la independencia de la provincia y contra las ambiciones de Marruecos, incluida la amenaza de una lucha armada para frenar la llegada del ejército de Marruecos. Pero la opinión en el Sáhara se inclinó rápidamente hacia el partido del Frente Polisario. Por este motivo en mayo de 1975, los líderes del P.U.N.S se reunieron con el Secretario General del Polisario, El Uali Mustafa Sayed, que repetidamente había tildado al partido de "marioneta" del fascismo y el colonialismo. Muchos miembros habían estado presentes en las conferencias de Ain Ben Tili y Guelta Zemmur aunque no como representantes del partido sino como representantes de la Djemaa de la que venían.
A mediados de 1975, el P.U.N.S empezó a perder relevancia política cuando España acordó entregar el control del Sáhara Occidental; por tanto el régimen peninsular no necesitaba un leal partido político en la provincia; a esto se sumaba que el POLISARIO no aceptaba la alianza con el P.U.N.S. Poco después El -Ouali insistió en disolver el partido e integrar sus miembros en el Frente Polisario.
Dirigentes del P.U.N.S mantuvieron sin embargo la actividad, ingresando al Frente Polisario en una reunión celebrada el 12 de octubre de 1975 con la dirigencia del Polisario.

## El colapso en 1975
El 6 de julio de 1975 tuvieron lugar los primeros enfrentamientos entre los miembros del P.U.N.S y los del Frente Polisario en El Aiún con varios heridos. En la noche del 14 de noviembre de 1975 el último Secretario General Dueh Sidina Naucha disolvió el P.U.N.S dando la posibilidad a los afiliados a entrar en las filas del Frente Polisario.
Mientras Marruecos y Mauritania se hacían con el territorio del Sáhara, después del Acuerdo Tripartito de Madrid, España abandonó al P.U.N.S y lo que quedó del partido colapsó de manera inmediata. Los miembros se dispersaron; algunos fueron llevados en el éxodo a los Campos de refugiados de la provincia de Tinduf, en Argelia, donde se unieron al Frente Polisario. Otros miembros fueron a Marruecos donde apoyaron las intenciones del Rey Hassan II en cuanto al Sáhara, entre ellos Khellihenna Ould Errachid, y siguieron actuando como el principal nexo de unión entre la monarquía marroquí y el Sáhara Occidental. Dueh Sidina Naucha se fue a España en 1975. En 1987 apreció en los territorios liberados durante una de las visitas de la ONU, y declaró que aunque no fuera miembro del Frente Polisario, era Saharaui, y que apoyaba al Frente como el legítimo representante del pueblo saharaui. Naucha añadió que después de la Marcha Verde, "nuestros dos mil militantes (del P.U.N.S) se integraron en el Polisario: en la guerra hay que luchar unidos". Ahora vive en las Islas Canarias. Un número muy reducido se fue a Mauritania donde apoyaron al gobierno de Moktar Ould Daddah hasta que colapsó en 1978.